# Список астероїдів (14601—14700)
| Назва                              | Тимчасове позначення | Дата відкриття    | Місце відкриття           | Відкривач                      |
| ---------------------------------- | -------------------- | ----------------- | ------------------------- | ------------------------------ |
| (14601) 1998 SU73                  | 1998 SU73            | 21 вересня 1998   | Обсерваторія Ла-Сілья     | Ерік Вальтер Ельст             |
| (14602) 1998 SW74                  | 1998 SW74            | 21 вересня 1998   | Обсерваторія Ла-Сілья     | Ерік Вальтер Ельст             |
| (14603) 1998 SK115                 | 1998 SK115           | 26 вересня 1998   | Сокорро (Нью-Мексико)     | LINEAR                         |
| (14604) 1998 SM115                 | 1998 SM115           | 26 вересня 1998   | Сокорро (Нью-Мексико)     | LINEAR                         |
| 14605 Хейєнчой (Hyeyeonchoi)       | 1998 SD123           | 26 вересня 1998   | Сокорро (Нью-Мексико)     | LINEAR                         |
| 14606 Хілфлейшер (Hifleischer)     | 1998 SK125           | 26 вересня 1998   | Сокорро (Нью-Мексико)     | LINEAR                         |
| (14607) 1998 SG132                 | 1998 SG132           | 26 вересня 1998   | Сокорро (Нью-Мексико)     | LINEAR                         |
| (14608) 1998 SN135                 | 1998 SN135           | 26 вересня 1998   | Сокорро (Нью-Мексико)     | LINEAR                         |
| (14609) 1998 SW145                 | 1998 SW145           | 20 вересня 1998   | Обсерваторія Ла-Сілья     | Ерік Вальтер Ельст             |
| (14610) 1998 SE146                 | 1998 SE146           | 20 вересня 1998   | Обсерваторія Ла-Сілья     | Ерік Вальтер Ельст             |
| (14611) 1998 SA148                 | 1998 SA148           | 20 вересня 1998   | Обсерваторія Ла-Сілья     | Ерік Вальтер Ельст             |
| 14612 Іртиш (Irtish)               | 1998 SG164           | 18 вересня 1998   | Обсерваторія Ла-Сілья     | Ерік Вальтер Ельст             |
| 14613 Санчез (Sanchez)             | 1998 TP2             | 13 жовтня 1998    | Коссоль                   | ODAS                           |
| (14614) 1998 TX2                   | 1998 TX2             | 13 жовтня 1998    | Коссоль                   | ODAS                           |
| (14615) 1998 TR5                   | 1998 TR5             | 13 жовтня 1998    | Вішнянська обсерваторія   | Корадо Корлевіч                |
| 14616 ван Гал (Van Gaal)           | 1998 TK30            | 10 жовтня 1998    | Станція Андерсон-Меса     | LONEOS                         |
| 14617 Лаверна (Lasvergnas)         | 1998 UA4             | 21 жовтня 1998    | Коссоль                   | ODAS                           |
| (14618) 1998 UK7                   | 1998 UK7             | 22 жовтня 1998    | Вішнянська обсерваторія   | Корадо Корлевіч                |
| 14619 Плоткін (Plotkin)            | 1998 UF9             | 16 жовтня 1998    | Обсерваторія Кітт-Пік     | Spacewatch                     |
| (14620) 1998 UP15                  | 1998 UP15            | 23 жовтня 1998    | Вішнянська обсерваторія   | Корадо Корлевіч                |
| 14621 Таті (Tati)                  | 1998 UF18            | 22 жовтня 1998    | Обсерваторія Ріді-Крик    | Джон Бротон                    |
| 14622 Arcadiopoveda                | 1998 UN18            | 28 жовтня 1998    | Каталінський огляд        | Каталінський огляд             |
| 14623 Камоун (Kamoun)              | 1998 UE24            | 17 жовтня 1998    | Станція Андерсон-Меса     | LONEOS                         |
| 14624 Примаченко (Prymachenko)     | 1998 UO24            | 18 жовтня 1998    | Станція Андерсон-Меса     | LONEOS                         |
| (14625) 1998 UH31                  | 1998 UH31            | 18 жовтня 1998    | Станція Сінлун            | SCAP                           |
| (14626) 1998 UP39                  | 1998 UP39            | 28 жовтня 1998    | Сокорро (Нью-Мексико)     | LINEAR                         |
| 14627 Емілковальскі (Emilkowalski) | 1998 VA              | 7 листопада 1998  | Обсерваторія Квейл-Голлов | Річард Ковальскі               |
| (14628) 1998 VX18                  | 1998 VX18            | 10 листопада 1998 | Сокорро (Нью-Мексико)     | LINEAR                         |
| (14629) 1998 VT30                  | 1998 VT30            | 10 листопада 1998 | Сокорро (Нью-Мексико)     | LINEAR                         |
| (14630) 1998 VQ31                  | 1998 VQ31            | 10 листопада 1998 | Сокорро (Нью-Мексико)     | LINEAR                         |
| (14631) 1998 VS32                  | 1998 VS32            | 15 листопада 1998 | Каталінський огляд        | Каталінський огляд             |
| 14632 Фленсбурґ (Flensburg)        | 1998 VY33            | 11 листопада 1998 | Борнгайм                  | Н. Ерінг                       |
| (14633) 1998 VY34                  | 1998 VY34            | 12 листопада 1998 | Обсерваторія Кушіро       | Сейджі Уеда, Хіроші Канеда     |
| (14634) 1998 VE37                  | 1998 VE37            | 10 листопада 1998 | Сокорро (Нью-Мексико)     | LINEAR                         |
| (14635) 1998 VO38                  | 1998 VO38            | 10 листопада 1998 | Сокорро (Нью-Мексико)     | LINEAR                         |
| (14636) 1998 VD44                  | 1998 VD44            | 15 листопада 1998 | Вішнянська обсерваторія   | Корадо Корлевіч                |
| (14637) 1998 WN1                   | 1998 WN1             | 18 листопада 1998 | Обсерваторія Оїдзумі      | Такао Кобаяші                  |
| (14638) 1998 WQ1                   | 1998 WQ1             | 18 листопада 1998 | Обсерваторія Оїдзумі      | Такао Кобаяші                  |
| (14639) 1998 WK3                   | 1998 WK3             | 19 листопада 1998 | Обсерваторія Оїдзумі      | Такао Кобаяші                  |
| (14640) 1998 WF4                   | 1998 WF4             | 18 листопада 1998 | Обсерваторія Кушіро       | Сейджі Уеда, Хіроші Канеда     |
| (14641) 1998 WC6                   | 1998 WC6             | 18 листопада 1998 | Обсерваторія Кушіро       | Сейджі Уеда, Хіроші Канеда     |
| (14642) 1998 WF24                  | 1998 WF24            | 25 листопада 1998 | Обсерваторія Уенохара     | Нобухіро Кавасато              |
| 14643 Мората (Morata)              | 1998 WZ30            | 24 листопада 1998 | Бловак                    | Р. Рой                         |
| (14644) 1998 XR3                   | 1998 XR3             | 9 грудня 1998     | Обсерваторія Оїдзумі      | Такао Кобаяші                  |
| (14645) 1998 XR9                   | 1998 XR9             | 14 грудня 1998    | Вішнянська обсерваторія   | Корадо Корлевіч                |
| (14646) 1998 XO28                  | 1998 XO28            | 14 грудня 1998    | Сокорро (Нью-Мексико)     | LINEAR                         |
| (14647) 1998 XG48                  | 1998 XG48            | 14 грудня 1998    | Сокорро (Нью-Мексико)     | LINEAR                         |
| (14648) 1998 XV49                  | 1998 XV49            | 14 грудня 1998    | Сокорро (Нью-Мексико)     | LINEAR                         |
| (14649) 1998 XW62                  | 1998 XW62            | 12 грудня 1998    | Сокорро (Нью-Мексико)     | LINEAR                         |
| (14650) 1998 YD3                   | 1998 YD3             | 17 грудня 1998    | Обсерваторія Оїдзумі      | Такао Кобаяші                  |
| (14651) 1998 YE5                   | 1998 YE5             | 18 грудня 1998    | Коссоль                   | ODAS                           |
| (14652) 1998 YT8                   | 1998 YT8             | 17 грудня 1998    | Станція Сінлун            | SCAP                           |
| (14653) 1998 YV11                  | 1998 YV11            | 26 грудня 1998    | Обсерваторія Оїдзумі      | Такао Кобаяші                  |
| 14654 Раджівґупта (Rajivgupta)     | 1998 YV16            | 22 грудня 1998    | Обсерваторія Кітт-Пік     | Spacewatch                     |
| (14655) 1998 YJ22                  | 1998 YJ22            | 21 грудня 1998    | Станція Сінлун            | SCAP                           |
| 14656 Ліцзян (Lijiang)             | 1998 YN22            | 29 грудня 1998    | Станція Сінлун            | SCAP                           |
| (14657) 1998 YU27                  | 1998 YU27            | 26 грудня 1998    | Вішнянська обсерваторія   | Корадо Корлевіч                |
| (14658) 1999 AC10                  | 1999 AC10            | 13 січня 1999     | Вішнянська обсерваторія   | Корадо Корлевіч                |
| 14659 Ґреґоріана (Gregoriana)      | 1999 AF24            | 15 січня 1999     | Монтелупо                 | Маура Томбеллі, Джузеппе Форті |
| (14660) 1999 BO1                   | 1999 BO1             | 16 січня 1999     | Вішнянська обсерваторія   | Корадо Корлевіч                |
| (14661) 1999 BH10                  | 1999 BH10            | 23 січня 1999     | Вішнянська обсерваторія   | Корадо Корлевіч                |
| (14662) 1999 BF12                  | 1999 BF12            | 22 січня 1999     | Обсерваторія Оїдзумі      | Такао Кобаяші                  |
| (14663) 1999 BP25                  | 1999 BP25            | 18 січня 1999     | Сокорро (Нью-Мексико)     | LINEAR                         |
| 14664 Вандерфельден (Vandervelden) | 1999 BY25            | 25 січня 1999     | Обсерваторія Ніхондайра   | Такеші Урата                   |
| (14665) 1999 CC5                   | 1999 CC5             | 12 лютого 1999    | Обсерваторія Ніхондайра   | Такеші Урата                   |
| (14666) 1999 CG17                  | 1999 CG17            | 10 лютого 1999    | Сокорро (Нью-Мексико)     | LINEAR                         |
| (14667) 1999 CS19                  | 1999 CS19            | 10 лютого 1999    | Сокорро (Нью-Мексико)     | LINEAR                         |
| (14668) 1999 CB67                  | 1999 CB67            | 12 лютого 1999    | Сокорро (Нью-Мексико)     | LINEAR                         |
| 14669 Белетік (Beletic)            | 1999 DC              | 16 лютого 1999    | Коссоль                   | ODAS                           |
| (14670) 1999 JG53                  | 1999 JG53            | 10 травня 1999    | Сокорро (Нью-Мексико)     | LINEAR                         |
| (14671) 1999 RM49                  | 1999 RM49            | 7 вересня 1999    | Сокорро (Нью-Мексико)     | LINEAR                         |
| (14672) 1999 RO94                  | 1999 RO94            | 7 вересня 1999    | Сокорро (Нью-Мексико)     | LINEAR                         |
| (14673) 1999 RK169                 | 1999 RK169           | 9 вересня 1999    | Сокорро (Нью-Мексико)     | LINEAR                         |
| 14674 INAOE                        | 1999 UD5             | 29 жовтня 1999    | Каталінський огляд        | Каталінський огляд             |
| (14675) 1999 VS7                   | 1999 VS7             | 7 листопада 1999  | Вішнянська обсерваторія   | Корадо Корлевіч                |
| (14676) 1999 WW7                   | 1999 WW7             | 29 листопада 1999 | Вішнянська обсерваторія   | Корадо Корлевіч                |
| (14677) 1999 XZ                    | 1999 XZ              | 2 грудня 1999     | Обсерваторія Оїдзумі      | Такао Кобаяші                  |
| 14678 Пінні (Pinney)               | 1999 XN33            | 6 грудня 1999     | Сокорро (Нью-Мексико)     | LINEAR                         |
| 14679 Сьюзенрід (Susanreed)        | 1999 XN42            | 7 грудня 1999     | Сокорро (Нью-Мексико)     | LINEAR                         |
| (14680) 1999 XV104                 | 1999 XV104           | 10 грудня 1999    | Обсерваторія Оїдзумі      | Такао Кобаяші                  |
| (14681) 1999 XW108                 | 1999 XW108           | 4 грудня 1999     | Каталінський огляд        | Каталінський огляд             |
| (14682) 1999 XY110                 | 1999 XY110           | 5 грудня 1999     | Каталінський огляд        | Каталінський огляд             |
| 14683 Ремі (Remy)                  | 1999 XG156           | 8 грудня 1999     | Сокорро (Нью-Мексико)     | LINEAR                         |
| 14684 Рейес (Reyes)                | 1999 XQ167           | 10 грудня 1999    | Сокорро (Нью-Мексико)     | LINEAR                         |
| (14685) 1999 XM172                 | 1999 XM172           | 10 грудня 1999    | Сокорро (Нью-Мексико)     | LINEAR                         |
| (14686) 1999 XA174                 | 1999 XA174           | 10 грудня 1999    | Сокорро (Нью-Мексико)     | LINEAR                         |
| (14687) 1999 YR13                  | 1999 YR13            | 30 грудня 1999    | Вішнянська обсерваторія   | Корадо Корлевіч, Маріо Юріч    |
| (14688) 2000 AJ2                   | 2000 AJ2             | 3 січня 2000      | Обсерваторія Оїдзумі      | Такао Кобаяші                  |
| (14689) 2000 AM2                   | 2000 AM2             | 3 січня 2000      | Обсерваторія Оїдзумі      | Такао Кобаяші                  |
| (14690) 2000 AR25                  | 2000 AR25            | 3 січня 2000      | Сокорро (Нью-Мексико)     | LINEAR                         |
| (14691) 2000 AK119                 | 2000 AK119           | 5 січня 2000      | Сокорро (Нью-Мексико)     | LINEAR                         |
| (14692) 2000 AG133                 | 2000 AG133           | 3 січня 2000      | Сокорро (Нью-Мексико)     | LINEAR                         |
| 14693 Сельвін (Selwyn)             | 2000 AH144           | 5 січня 2000      | Сокорро (Нью-Мексико)     | LINEAR                         |
| 14694 Скурат (Skurat)              | 2000 AR145           | 6 січня 2000      | Сокорро (Нью-Мексико)     | LINEAR                         |
| (14695) 2000 AR200                 | 2000 AR200           | 9 січня 2000      | Сокорро (Нью-Мексико)     | LINEAR                         |
| 14696 Ліндавільямс (Lindawilliams) | 2000 AW203           | 10 січня 2000     | Сокорро (Нью-Мексико)     | LINEAR                         |
| 14697 Ронсейвер (Ronsawyer)        | 2000 AO214           | 6 січня 2000      | Обсерваторія Кітт-Пік     | Spacewatch                     |
| 14698 Скоттюнг (Scottyoung)        | 2000 AT230           | 3 січня 2000      | Обсерваторія Кітт-Пік     | Spacewatch                     |
| 14699 Кларасмі (Klarasmi)          | 2000 AV239           | 6 січня 2000      | Станція Андерсон-Меса     | LONEOS                         |
| 14700 Джонрейд (Johnreid)          | 2000 AC240           | 6 січня 2000      | Станція Андерсон-Меса     | LONEOS                         |

| ← Астероїди 10001—20000 → |             |             |             |             |             |             |             |             |             |
| 10001—10100               | 11001—11100 | 12001—12100 | 13001—13100 | 14001—14100 | 15001—15100 | 16001—16100 | 17001—17100 | 18001—18100 | 19001—19100 |
| 10101—10200               | 11101—11200 | 12101—12200 | 13101—13200 | 14101—14200 | 15101—15200 | 16101—16200 | 17101—17200 | 18101—18200 | 19101—19200 |
| 10201—10300               | 11201—11300 | 12201—12300 | 13201—13300 | 14201—14300 | 15201—15300 | 16201—16300 | 17201—17300 | 18201—18300 | 19201—19300 |
| 10301—10400               | 11301—11400 | 12301—12400 | 13301—13400 | 14301—14400 | 15301—15400 | 16301—16400 | 17301—17400 | 18301—18400 | 19301—19400 |
| 10401—10500               | 11401—11500 | 12401—12500 | 13401—13500 | 14401—14500 | 15401—15500 | 16401—16500 | 17401—17500 | 18401—18500 | 19401—19500 |
| 10501—10600               | 11501—11600 | 12501—12600 | 13501—13600 | 14501—14600 | 15501—15600 | 16501—16600 | 17501—17600 | 18501—18600 | 19501—19600 |
| 10601—10700               | 11601—11700 | 12601—12700 | 13601—13700 | 14601—14700 | 15601—15700 | 16601—16700 | 17601—17700 | 18601—18700 | 19601—19700 |
| 10701—10800               | 11701—11800 | 12701—12800 | 13701—13800 | 14701—14800 | 15701—15800 | 16701—16800 | 17701—17800 | 18701—18800 | 19701—19800 |
| 10801—10900               | 11801—11900 | 12801—12900 | 13801—13900 | 14801—14900 | 15801—15900 | 16801—16900 | 17801—17900 | 18801—18900 | 19801—19900 |
| 10901—11000               | 11901—12000 | 12901—13000 | 13901—14000 | 14901—15000 | 15901—16000 | 16901—17000 | 17901—18000 | 18901—19000 | 19901—20000 |